# Болванская губа
Болва́нская губа — губа на юге Печорского моря, вдаётся в северную часть материка.

## Топоним
Названа по находившимся на близлежащих возвышенностях самодийским идолам — «болванам».

## География
Мелководный морской залив с узкой — до 10 километров — полосой приморской тундры. Омывает Большеземельскую тундру.
Расположена справа от устья реки Печоры, впадающей в Печорскую губу. Входными мысами в Болванскую, отделяющими её от Печорской губы, являются Болванский Нос на западе и Двойничный Нос на северо-востоке с маяком Двойничным и заливом Явты. Также на восточном берегу губы расположен мыс Иевская Лопатка, рядом с устьем реки Хыльчую.
На западном берегу находятся заброшенные населённые пункты Крестово и Носовая с одноимённой пристанью, на восточном — деревня Фариха, названная в честь полярного лётчика Фабио Фариха. Примерно в 18 километрах юго-восточнее губы находится Южно-Хыльчуюское нефтегазовое месторождение.
Окружена множеством мелких рек и озёр.
Частично входит в состав Ненецкого заповедника и государственного природного заказника регионального значения «Паханческий».

## Фауна
Концентрация на гнездовании и линьке малых лебедей — 500—1000 особей, гусей и уток — более 20 000 особей. Осенью на мелководьях губы отдыхают и кормятся десятки тысяч гусей и уток, а также до тысячи лебедей. С 1970-х годов проводятся исследования по численности и миграциям водоплавающих птиц Юрием Минеевым.

## История
30 марта 2010 года на мысе Болванский Нос установлен и освящён поклонный крест. На его месте до Октябрьской революции также стоял поклонный крест в память о погибших в этих местах мореходах.